# Audrieu
Audrieu är en kommun i departementet Calvados i regionen Normandie i norra Frankrike. Kommunen ligger i kantonen Tilly-sur-Seulles som ligger i arrondissementet Caen. År 2022 hade Audrieu 1 156 invånare.

## Befolkningsutveckling
Antalet invånare i kommunen Audrieu
Referens: INSEE